# Chloraea gavilu
Chloraea gavilu – gatunek naziemnych (geofit) bulwiastych roślin zielnych z rodziny storczykowatych (Orchidaceae). Występuje naturalnie w centralnej i południowej części Chile. Rośnie głównie w biomie subtropikalnym.

## Systematyka
Gatunek typowy rodzaju Chloraea zaklasyfikowany do plemienia Chloraeeae w podrodzinie storczykowych (Orchidoideae), rodzina storczykowate (Orchidaceae), rząd szparagowce (Asparagales) w obrębie roślin jednoliściennych.